# Linear (filme)
Linear é um filme de 2009 produzido por Anton Corbijn, do gênero romance e drama.
O enredo é baseado nos personagens criados por Bono Vox, durante as gravações para o álbum No Line on the Horizon. A ideia por trás do filme foi originado de uma gravação de vídeo do U2 em Junho de 2007. O filme também inclui 11 faixas, 10 das quais são do álbum No Line on the Horizon. Uma faixa se chama "Winter" (Lançado especificamente para o filme Entre Irmãos) e crédito de encerramento.

## Sinopse
O filme conta a história de um policial que começa uma jornada rumo a Trípoli na Líbia, com o objetivo de ver sua namorada.
Entretanto, para chegar lá, é preciso que ele percorra a França, Espanha e até mesmo atravessar o Mar Mediterrâneo.

## Elenco
- Saïd Taghmaoui ... Policial
- Lizzie Brocheré ... Garçonete
- Marta Barrio ... Dançarina solitária
- Francisco Javier Vazquez Malia ... Barman

## Lista de faixas
O filme contém 11 faixas, das quais 10 são do álbum No Line on the Horizon. A ordem das músicas foram reajustadas a partir do álbum. "Winter", uma faixa cortada de No Line on the Horizon, está no filme, enquanto que "I'll Go Crazy If I Don't Go Crazy Tonight" não comparece na trilha sonora do filme. A ordem de funcionamento do filme é representante de No Line on the Horizon na lista da trilha até maio de 2008.
| N.º            | Título                   | Duração |  |
| 1.             | "Unknown Caller"         | 6:18    |  |
| 2.             | "Breathe"                | 4:37    |  |
| 3.             | "Winter"                 | 6:17    |  |
| 4.             | "White as Snow"          | 4:41    |  |
| 5.             | "No Line on the Horizon" | 4:12    |  |
| 6.             | "Fez – Being Born"       | 5:16    |  |
| 7.             | "Magnificent"            | 5:24    |  |
| 8.             | "Stand Up Comedy"        | 3:49    |  |
| 9.             | "Get on Your Boots"      | 3:25    |  |
| 10.            | "Moment of Surrender"    | 7:24    |  |
| 11.            | "Cedars of Lebanon"      | 4:16    |  |
| 12.            | "Créditos"               | 2:29    |  |
| Duração total: | Duração total:           | 58:20   |  |